# Amblyjoppa mengkokae
Amblyjoppa mengkokae är en stekelart som beskrevs av Heinrich 1934. Amblyjoppa mengkokae ingår i släktet Amblyjoppa och familjen brokparasitsteklar. Inga underarter finns listade i Catalogue of Life.